# Yamaga, Kumamoto
Yamaga (山鹿市 Yamaga-shi) là một thành phố thuộc tỉnh Kumamoto, Nhật Bản. Thành phố được thành lập ngày 01 tháng 4 năm 1954.
Đến năm 2003, dân số thành phố là 58.678 người trên diện tích 299,67  km², mật độ 196 người/ km².